# Philippe Vayron
Philippe Vayron, né le 20 janvier 1926 à Paris et mort le 1er juin 1972 à Créteil, est un homme politique français, député de la 48e circonscription de la Seine du 30 décembre 1958 au 9 octobre 1962.

## Mandats électifs
- Député de la quarante-huitième circonscription de la Seine (1958-1962)